# Acuerdo Socialista de Izquierda
El Acuerdo Socialista de Izquierda (ASI) fue una alianza política en el Perú fundada en 1989 por tres grupos que dejaron Izquierda Unida y que expresaban adhesión al exalcalde de Lima, Alfonso Barrantes. Posteriormente fue reconocido como partido político y conformo la alianza Izquierda Socialista para  participar en las elecciones generales de 1990 con Barrantes como su candidato presidencial.

## Historia
En el año 1987, Alfonso Barrantes decidió renunciar a la presidencia de Izquierda Unida tras discrepancias internas. Esto se debió al apoyo de un sector izquierdista a la estatización de la banca del primer gobierno de Alan García. Ante esto, diversos políticos izquierdistas decidieron también renunciar y apoyar la postura de Barrantes.
Luego en el año 1989, Barrantes decide fundar el Acuerdo Socialista de Izquierda para luego participar en las elecciones municipales de ese mismo año en alianza con el Partido Socialista Revolucionario de Enrique Bernales y el Partido Comunista Revolucionario de Manuel Dammert. Para la alcaldía de la ciudad de Lima, el ASI eligió a Enrique Bernales como su candidato municipal y junto a él lo acompañó el abogado Ángel Delgado Silva. El ASI también presentó diversos candidatos a alcaldía y concejales en todas las provincias y distrito a nivel nacional.
Finalmente, la candidatura de Bernales no obtuvo éxito ni logró tener ningún regidor en la Municipalidad de Lima, sin embargo, el ASI logró tener 12 alcaldías distritales.

### Elecciones de 1990
Ante la llegada de las elecciones generales de 1990, el ASI siguiendo en alianza con el Partido Socialista Revolucionario y el Partido Comunista Revolucionario formaron la alianza Izquierda Socialista y por unanimidad acordaron que Alfonso Barrantes sea su candidato presidencial. Posteriormente se integraron el Movimiento Socialista Peruano y el Partido Demócrata Cristiano de Héctor Cornejo Chávez, quienes estos último formaron anteriormente alianza con el primer gobierno de Alan García.
Se presentaron luego las listas electorales para el Senado y la Cámara de Diputados. Para el Senado la lista sería encabezada por Enrique Bernales e integrada por diversas figuras destacadas como Edmundo Murrugarra, Francisco Guerra-García, Jorge Fernández-Maldonado, el sindicalista Manuel Cortez Fernández, los exministros y miembros del PDC Carlos Blancas Bustamante y César Delgado Barreto, el economista y exregidor Gonzalo García Núñez, el cantante criollo Arturo "Zambo" Cavero y el sociólogo Rafael Roncagliolo. Para la Cámara de Diputados se presentó al diputado Manuel Dammert como cabecera de la lista y acompañado de la exalcaldesa Esther Moreno Huerta, el especialista en salud pública David Tejada Pardo, el exalcalde Adolfo Ocampo y los sociólogos Nicolás Lynch y Alberto Adrianzén.
Culminando las elecciones, la candidatura presidencial de Barrantes quedó en el quinto lugar de las preferencias, siendo el triunfado el ingeniero Alberto Fujimori del movimiento Cambio 90. En las elecciones parlamentarias obtuvieron 3 escaños en la Cámara de Senadoresy 4 en la Cámara de Diputados.

## Resultados electorales

### Elecciones Presidenciales
|  | 4.80 % |

|  | 0.06 % |

### Elecciones Parlamentarias
|  | 5.46 % |

|  | 5.24 % |

|  | 1.88 % |

### Elecciones regionales y municipales
| Año  | Gobiernos Regionales | Alcaldías Provinciales | Alcaldías Distritales |
| Año  | Representantes       | Representantes         | Representantes        |
| ---- | -------------------- | ---------------------- | --------------------- |
| 1989 |                      | 0/196                  | 13/1874               |
| 1993 | 26/196               | 159/1874               |                       |